# Meh dai

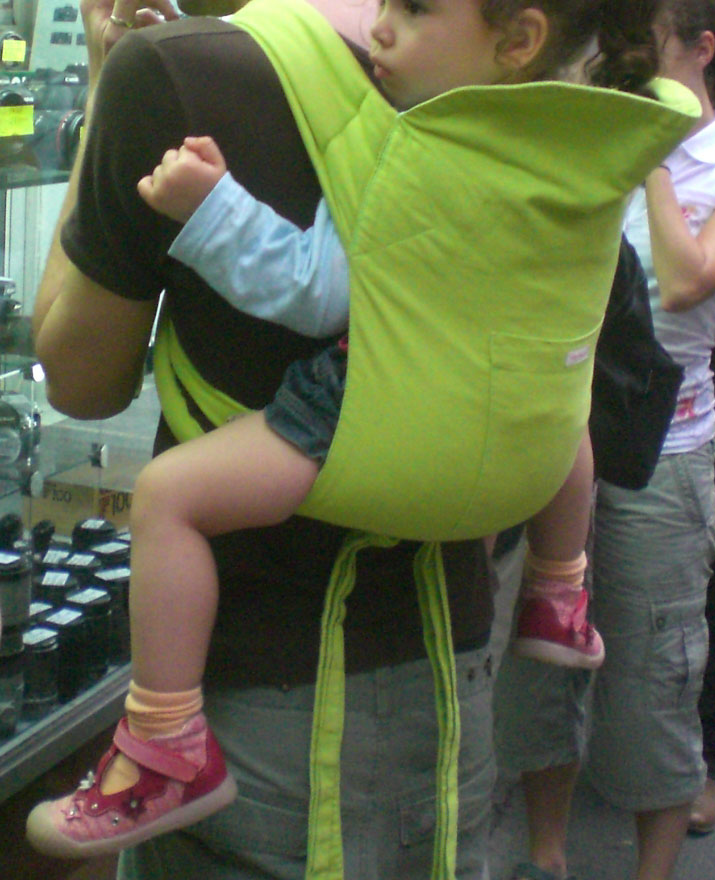
En meh dai.

Meh dai, även beh dai, mei tai och knytsele, är en typ av bärsjal för att bära barn. Den har ursprung i Kina och består av vävt tyg i en ryggpanel för barnet, och långa sjaländar att knyta runt axlar och midja på bäraren. Beroende på utformning kan en meh dai användas från nyfödd och uppåt.
En variant av meh dai är half buckle. Den har axelband som knyts likt en meh dai, och ett spänne runt midjan som på en bärsele.